# Carmen Juares
Carmen Juares Palma (Alianza, Valle, 1986) es una activista y educadora social hispanohondureña. Ha impulsado múltiples iniciativas en el campo de los derechos laborales, el feminismo y el antirracismo. Es cofundadora de la asociación Mujeres Migrantes Diversas de trabajadoras del hogar y de los cuidados. La intervención de Juares en el pregón de las Fiestas de la Mercè de Barcelona el año 2018 suscitó un considerable interés mediático y contribuyó a una mayor sensibilización acerca de las condiciones laborales de las trabajadoras del hogar en España. En 2019 fue una de las impulsoras de la campaña «Actualización pendiente» a favor de la diversidad y de los derechos civiles y en contra del racismo.

## Trayectoria
Juares nació y creció en el municipio de Alianza, Valle, una zona rural del sur de Honduras. Su familia sufrió de manera directa las consecuencias del alto nivel de violencia y de impunidad existentes en Honduras. En 2005 tomó la decisión de salir de su país y viajó a la edad de 19 años a Barcelona, ciudad en la que reside desde entonces. Poco después de llegar a España, pasó seis años trabajando como cuidadora interna, cuidando a una señora mayor que padecía una demencia. Durante este periodo estuvo trabajando encerrada en una casa, disponiendo de unas doce horas libres durante toda la semana. Al regularizar su situación administrativa continuó trabajando en el campo de los cuidados y de la dependencia. Es técnica superior en integración social y técnica auxiliar de enfermería. En 2021 se graduó en Educación Social por la Universidad de Barcelona, dedicando su trabajo de fin de grado (TFG) al impacto que produce en la salud trabajar como cuidadora interna de personas en situación de dependencia.
En 2015 Juares fue una de las fundadoras de la asociación Mujeres Migrantes Diversas, formada por mujeres inmigrantes trabajadoras del hogar y los cuidados de la provincia de Barcelona. La asociación fue creada por un grupo de mujeres latinoamericanas trabajadoras del hogar con el objetivo de defender sus derechos. Está compuesta mayoritariamente por trabajadoras del hogar en régimen de internas. Las actividades que se realizan desde la asociación incluyen formación, fortalecimiento de redes, asesoramiento, acompañamiento e incidencia social y política.
En 2018, la actriz y directora Leticia Dolera quiso compartir con Carmen Juares el pregón de las Fiestas de la Mercè de Barcelona, de quien destacó al presentarla su defensa de los derechos de las mujeres inmigrantes trabajadoras del hogar. "Gracias a ella he visto mi ciudad desde otra perspectiva", le agradeció la actriz antes de cederle la palabra. En su intervención, Juares denunció la explotación laboral que sufren las mujeres inmigrantes trabajadoras del hogar y de los cuidados, calificó la Ley de extranjería de “injusta y racista” y reivindicó la Barcelona que, según sus palabras, “lucha desde los márgenes". La intervención de Juares en el pregón de las fiestas de la Mercé suscitó un considerable interés en medios de comunicación, tanto españoles como hondureños, y contribuyó a una mayor visibilización de las condiciones laborales de las trabajadoras del hogar inmigrantes en España.

Cuando sueño en la Barcelona que quiero, pienso en ciudadanía. En una Barcelona plural de identidades y de maneras de entender el mundo que deja de hablar de la diversidad que nos ha llegado para asumir, de una vez por todas, la diversidad que ya somos y trasladarla plenamente a todos los ámbitos: a las artes, a las escuelas, a las universidades, a los medios de comunicación, a la política...

El año 2018 fue escogida, junto con la periodista Julia Bertran y la activista transexual Sofía Bengoetxea, para realizar la lectura del manifiesto de la marcha en Barcelona convocada con motivo del Día Internacional de la Eliminación de la Violencia contra las Mujeres. En diciembre de 2018 fue seleccionada por el diario Ara como una de las "18 mujeres del 2018", en un reportaje en el cual se destacaba el efecto que había tenido su intervención en el pregón de la Mercè de cara a visibilizar la situación de las mujeres inmigrantes en Cataluña.
En 2019 Juares fue una de las impulsoras y portavoces de la campaña «Actualización pendiente» a favor de los derechos civiles y la diversidad y en contra del racismo. Formaron parte de esta campaña las organizaciones Oxfam Intermón, Irídia y Mundo en Movimiento, así como otros activistas de origen migrante como la campeona mundial de Kendo Zenib Laari y el presidente de SOS Racismo Moha Gerehou. Como parte de la campaña tuvieron lugar actos en Madrid y en Barcelona y se difundieron vídeos protagonizados por las personas impulsoras con el objetivo de poner de manifiesto la realidad diversa de la sociedad española. Entre 2019 y 2022 fue responsable de Nuevas realidades del trabajo y precariedad en Comisiones Obreras de Cataluña. Durante la pandemia de COVID-19 denunció en varias ocasiones el empeoramiento de las condiciones laborales sufrido por las trabajadoras del hogar y de los cuidados.
En sus artículos e intervenciones en los medios de comunicación Juares se posiciona como feminista y antirracista y reflexiona acerca de la organización de trabajadores en sectores laborales caracterizados por una alta precariedad. Ha denunciado en varias ocasiones las limitaciones existentes en España respecto al derecho al voto de las personas inmigrantes y ha defendido un derecho al voto ligado a la residencia. Ha analizado en entrevistas y artículos la relación entre las opresiones por razón de género, origen y clase social y ha planteado reivindicaciones como mejores condiciones laborales para las trabajadoras del hogar y los cuidados, la ratificación por parte de España del Convenio 189 de la OIT y la necesidad de avances en el sistema de la dependencia.

## Publicaciones
- Juares, Carmen (2019). «Feminismo migrante antirracista». Feminismos. Miradas desde la diversidad. Pikara Magazine - Ediciones Oberón. ISBN 978-84-415-4204-4.[29][30]